# Janko Arsow
Janko Bojanow Arsow (bułg. Янко Боянов Арсов; ur. 12 czerwca 1934 w Pazardżiku, zm. 2 marca 2023) – bułgarski inżynier-chemik, akademik.

## Życiorys
Janko Arsow w 1958 roku ukończył studia na Uniwersytecie Technologii Chemicznej i Metalurgii. W 1974 roku został doktorem nauk technicznych. Od 1991 roku był nauczycielem metaloznawstwa i technologii metali na Uniwersytecie Transportu im. Todora Kableszkowa. W latach 1989–2007 był dyrektorem Instytutu Metali Bułgarskiej Akademii Nauk. Natomiast w latach 1996–2008 był wiceprzewodniczącym Zgromadzenia Ogólnego Bułgarskiej Akademii Nauk. W 1997 roku został wybrany członkiem korespondentem Bułgarskiej Akademii Nauk. W 2004 roku otrzymał tytuł akademika.

## Badania
Stworzył nową nomenklaturę i klasyfikację właściwości odlewniczych stopów metali na podstawie porównania nazewnictwa stosowanego w innych państwach. Teoretycznie i eksperymentalnie badał mechanizm ruchu ciekłego strumienia metalu w kanałach formy odlewniczej.

## Prace
- „Stomanewi otliwki” (1977)
- „Płanirane na eksperimenta w technołogijata na metalite” (1981)
- „Lejarski swojstwa na spławite” (1984)[2]

## Nagrody
- Grand Prix na europejskim salonie innowacji i patentów w Brukseli (2001)[2]